# Barlaam y Josafat

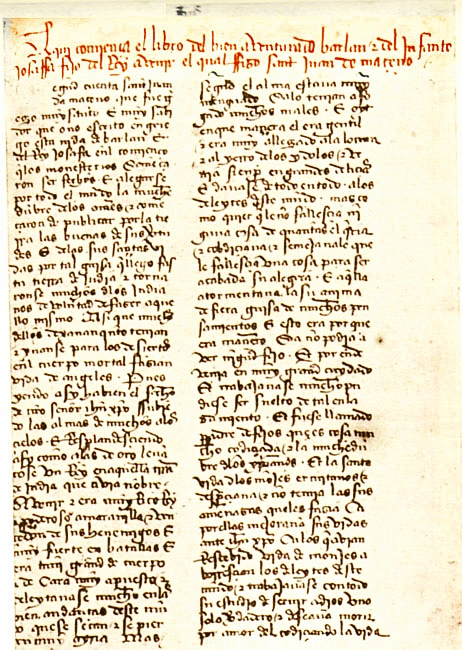
Página inicial del manuscrito del Libro de Barlaam y Josafat (Ms. 18017 Biblioteca Nacional de España).

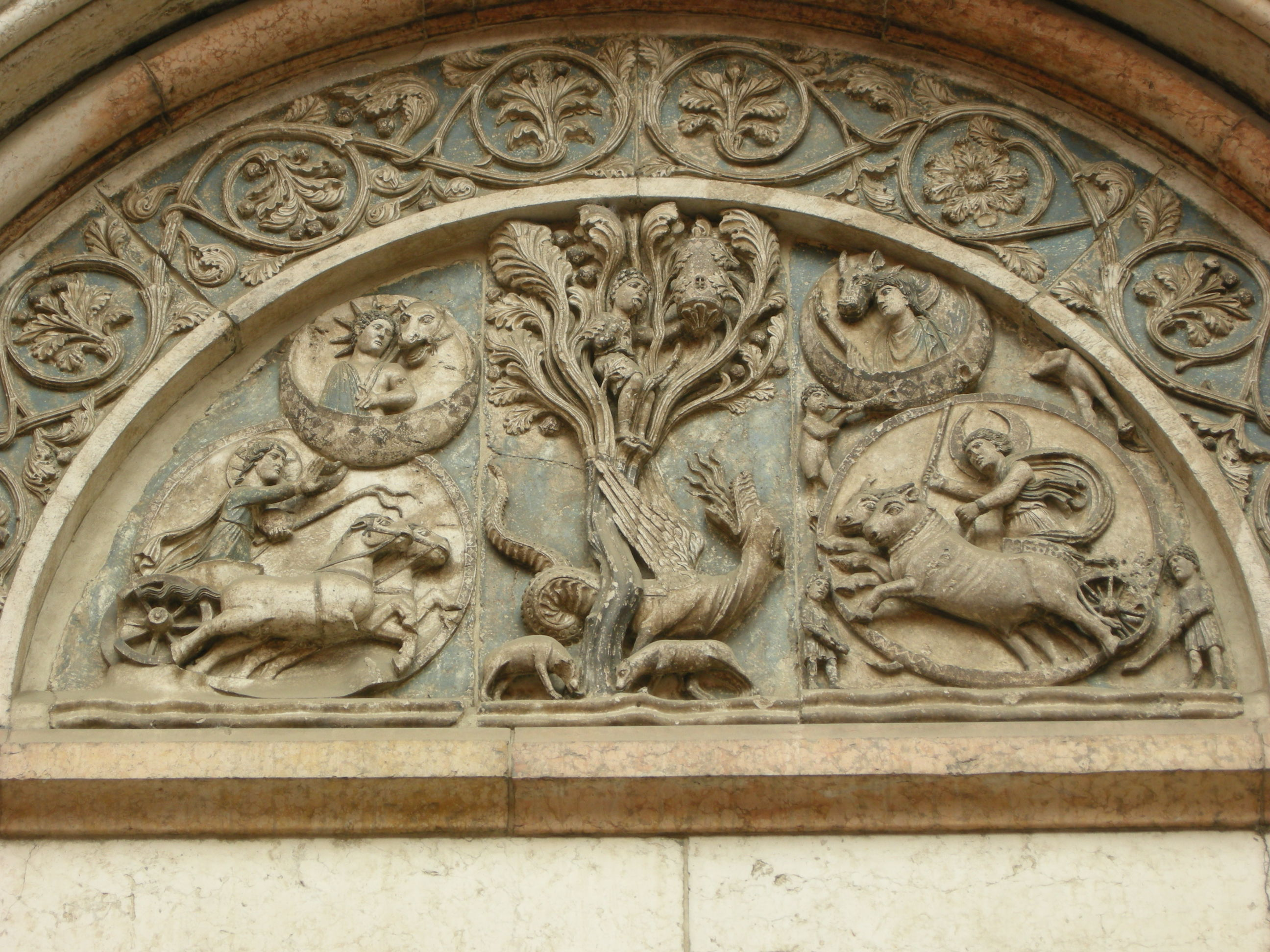
Representación de una parábola de Barlaam y Josafat en el Baptisterio de Parma, Italia.

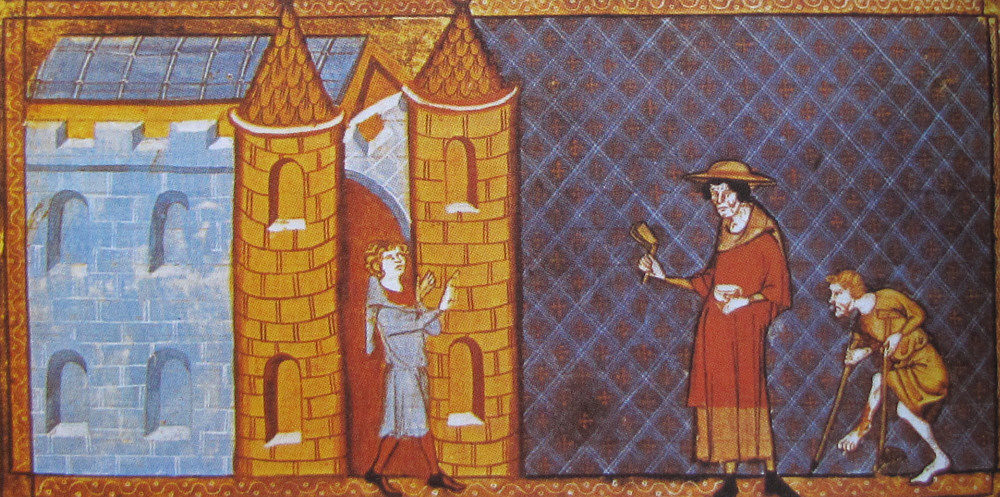
El príncipe Josafat saludando al leproso y al tullido. Ilustración de una copia del del Speculum historiale de Vincent de Beauvais.

Barlaam y Josafat es un relato medieval, muy popular en su época, que contiene una reinterpretación cristianizada de la historia de Buda, muy transformada y que sirve de marco a un conjunto de exempla afines a los de las colecciones de origen oriental, como el Calila e Dimna o el Sendebar. Se nos ha transmitido en varios manuscritos del siglo XV que presentan rasgos lingüísticos anteriores que podrían datar del siglo XIII o del primer cuarto del XIV, pues la historia que se cuenta fue tomada como base del Libro de los estados (h. 1326) del infante Don Juan Manuel.
En 1608 se había publicado un texto de Juan de Arce y Solórzano titulado La Historia de los dos soldados de Cristo, Barlaan y Josafat. Con el nombre de Barlán y Josafat, Lope de Vega escribió una obra teatral en 1611. El tercer acto inspiró a su vez a Pedro Calderón de la Barca para su obra La vida es sueño de 1636, sobre el tema del libre albedrío frente al destino.

## Orígenes y difusión
La versión más antigua conocida de esta leyenda está contenida en el libro Lalila-Vistara o Lalitavistara sutra, escrito en sánscrito. Luego derivó, a través de una variedad de versiones intermedias en árabe y georgiano, a la historia de la vida de Buda. Wilfred Cantwell Smith (1981) rastreó la historia de este texto de los siglos II-IV del budismo mahayana en sánscrito hasta una versión maniquea turca del siglo XIII, que más tarde encontró su camino en la cultura musulmana de lengua árabe con el nombre de Kitab Bilawhar wa-Yudasaf (Libro de Bilawhar y Yudasaf), un texto muy conocido en el Bagdad del siglo VIII.
La leyenda original parafrasea la historia del príncipe Siddharta Gautama, el Buda histórico, encerrado en su juventud en su palacio hasta que, en sus salidas a la ciudad, vio por primera vez la vejez, la enfermedad, la muerte y a un ermitaño, lo que le provocó una profunda conmoción. Dándose cuenta del peso del sufrimiento en la vida humana, abandonó el palacio de su padre para emprender el camino de la iluminación. El personaje principal de la historia, Yuzasaf en urdu, derivado de bodhisattva, es ayudado en su camino por un sabio llamado Bilhawar que, tras haber entrado disfrazado en la corte real, le enseña al príncipe sobre la liberación del sufrimiento. 
Muy temprano en esta historia encontramos influencias cristianas como la Parábola del sembrador del Evangelio según Marcos.
Entre los siglos VIII y IX, se vertió a las lenguas georgiana y griega, en la versión bizantina que dio origen a la latina, desde donde se difundió a todo el occidente europeo. Una traducción griega de San Eutimio del siglo X la introduce en el ámbito cristiano, añadido con materiales de la Biblia y los Santos Padres.
La versión griega originó dos traducciones latinas. De la primera, realizada en Constantinopla hacia 1048, arrancan dos compendios de gran popularidad: el incluido en el Speculum historiale (lib. XVI, cap. 1-64) de Vicente de Beauvais (1190-1264) y el de la Leyenda dorada (cap. 180), obra de Jacobo de la Vorágine (1230-1298). Tras estas transformaciones la obra adoptó la forma de un relato hagiográfico, hasta el punto de incluir a Barlaam, Josafat y al propio rey Avenir, padre de Josafat, en el santoral católico y en el ortodoxo.
En la península ibérica la obra conoció versiones latinas, árabes y hebreas, y fue traducida a las lenguas romances castellana, catalana y portuguesa.
En lengua castellana a los tres manuscritos conocidos (ms P 1877 Bibl. Univ. Salamanca, ms.G. 18017 Bibli. Nac. Madrid y ms. 1829 Bibli. Univ. Estrasburgo s XV) hay que sumar la traducción de Juan de Arce Solórzano de 1608 o la de Fray Baltasar de Santa Cruz de 1692, entre otras. En catalán véase El príncep i el monjo d'Abraham ben Semuel ha-Levi ibn Hasday, traducción de una versión hebrea.

## Argumento medieval

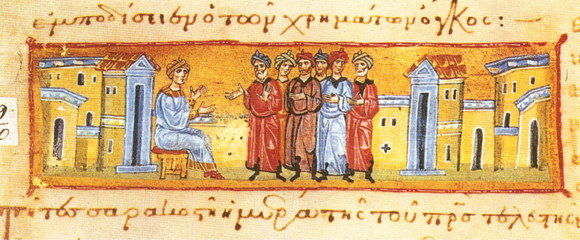
Josafat predicando en una representación cristiana de un manuscrito griego del.

El argumento comienza con el nacimiento de Josafat, hijo único del rey Avenir al que ya acuciaba la carencia de heredero. Sin embargo un oráculo predice que el niño tendrá un reino más alto que el de Avenir, el de los cristianos, fe a la cual convertirá a su propio padre. Para evitarlo lo manda encerrar en un hermoso palacio, que le aislaría de todo contacto con la visión de la fealdad, vejez o enfermedad, que lo podrían conducir hacia las enseñanzas del cristianismo. Sin embargo, en una ocasión, Josafat sale de su palacio y conocerá a un enfermo, un leproso y un anciano que le harán reflexionar sobre la caducidad de las glorias mundanas. Por último se encuentra con el ermitaño Barlaam que, por medio de cuentos ejemplares (exempla), le instruye en la fe cristiana y logra su conversión mediante el bautismo. A partir de entonces deberá superar las pruebas que le impondrá su padre, consistentes en disputas teológicas y tentaciones, de las que saldrá victorioso, convirtiendo incluso a sus oponentes, y por fin emprendiendo una vida eremita de penitencia. La historia de la conversión de Siddharta es así cristianizada y convertida en hagiografía. A pesar de ello, quedan rasgos del origen oriental, como el marco para la inserción de cuentos, que en este caso tiene su paralelo con el encierro del héroe en un palacio del Sendebar para evitar los funestos augurios que su padre recibe.